# Dwoje biednych Rumunów mówiących po polsku
Dwoje biednych Rumunów mówiących po polsku – utwór dramatyczny Doroty Masłowskiej, opublikowany w antologii nowego dramatu polskiego TR/PL, wydanej przez TR Warszawa w 2006.
Sztuka, według autorki, opowiada (…) o dwojgu młodych ludzi, którzy wpychają się kierowcom do samochodów, twierdząc że są bardzo biednymi Rumunami mówiącymi po polsku. Pierwsza część tekstu to ich amok i maligna, druga to nagłe przebudzenie gdzieś w środku Polski, nagła samotność, obcość i rozpoczynająca się między nimi psychiczna walka na śmierć i życie.

## Adaptacje
- Na podstawie sztuki odbyła się 18 listopada 2006 w Teatrze Rozmaitości prapremiera spektaklu w reżyserii Przemysława Wojcieszka. W przedstawieniu udział wzięli: Roma Gąsiorowska, Magdalena Kuta, Maria Maj, Janusz Chabior, Marek Kępiński, Eryk Lubos, Lech Łotocki, Mirosław Zbrojewicz, Robert Wabich. Muzykę do spektaklu skomponował zespół Pustki[2].
- Od 28 lutego do 29 marca 2008 utwór w teatralnej adaptacji prezentowano w londyńskim Soho Theatre[3]. Sztukę, opatrzoną tytułem A Couple of Poor, Polish-speaking Romanians reżyserowała Lisa Goldman[4]. Tekst na język angielski przełożył Paul Sirett przy współpracy Doroty Masłowskiej. Recenzje spektaklu pojawiły się w takich brytyjskich dziennikach, jak The Guardian, The Evening Standard, Time Out London[5] czy The Independent[6].
- 19 stycznia 2009 wyemitowano na antenie TOK FM w ramach Teatru Radia TOK FM adaptację radiową utworu w reżyserii Agnieszki Glińskiej. W słuchowisku wystąpili: Maciej Stuhr (jako Parcha), Dominika Kluźniak (Dżina), Ewa Konstancja Bułhak (Barmanka i Narratorka), Miłogost Reczek (Kierowca i Dziad) i Monika Krzywkowska (Kobieta). Muzykę skomponował Jan Duszyński[7].
- 15 i 16 lutego 2013 we wrocławskiej filii Państwowej Wyższej Szkole Teatralnej im. Ludwika Solskiego studenci przygotowali spektakl dyplomowy na bazie tekstu Masłowskiej, w reżyserii Krzysztofa Dracza[8]
- 28 kwietnia 2017 w Teatrze Ludowym w Krakowie w reż. Aleksandry Popławskiej[9].